# K21

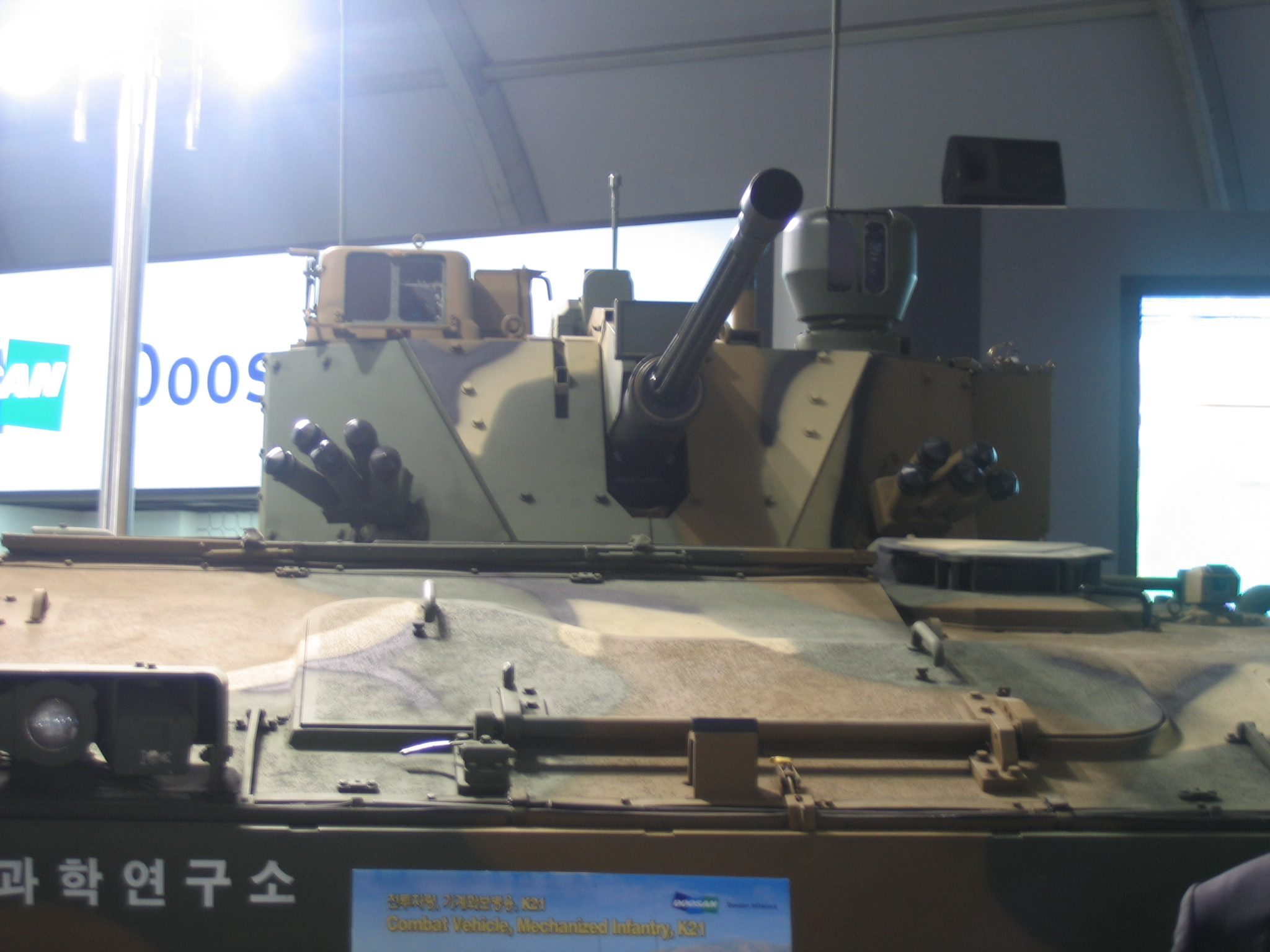
Размещение прицельного комплекса на крыше башни. Слева прицел наводчика, справа прицел командира. Небольшая прямоугольная антенна на маске пушки – направленная антенна радиолокационного запросчика.

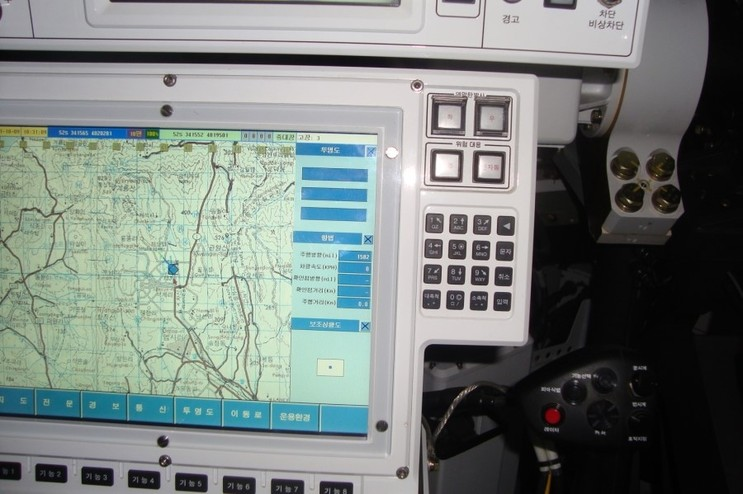
Дисплей отображения боевой обстановки командира БМП

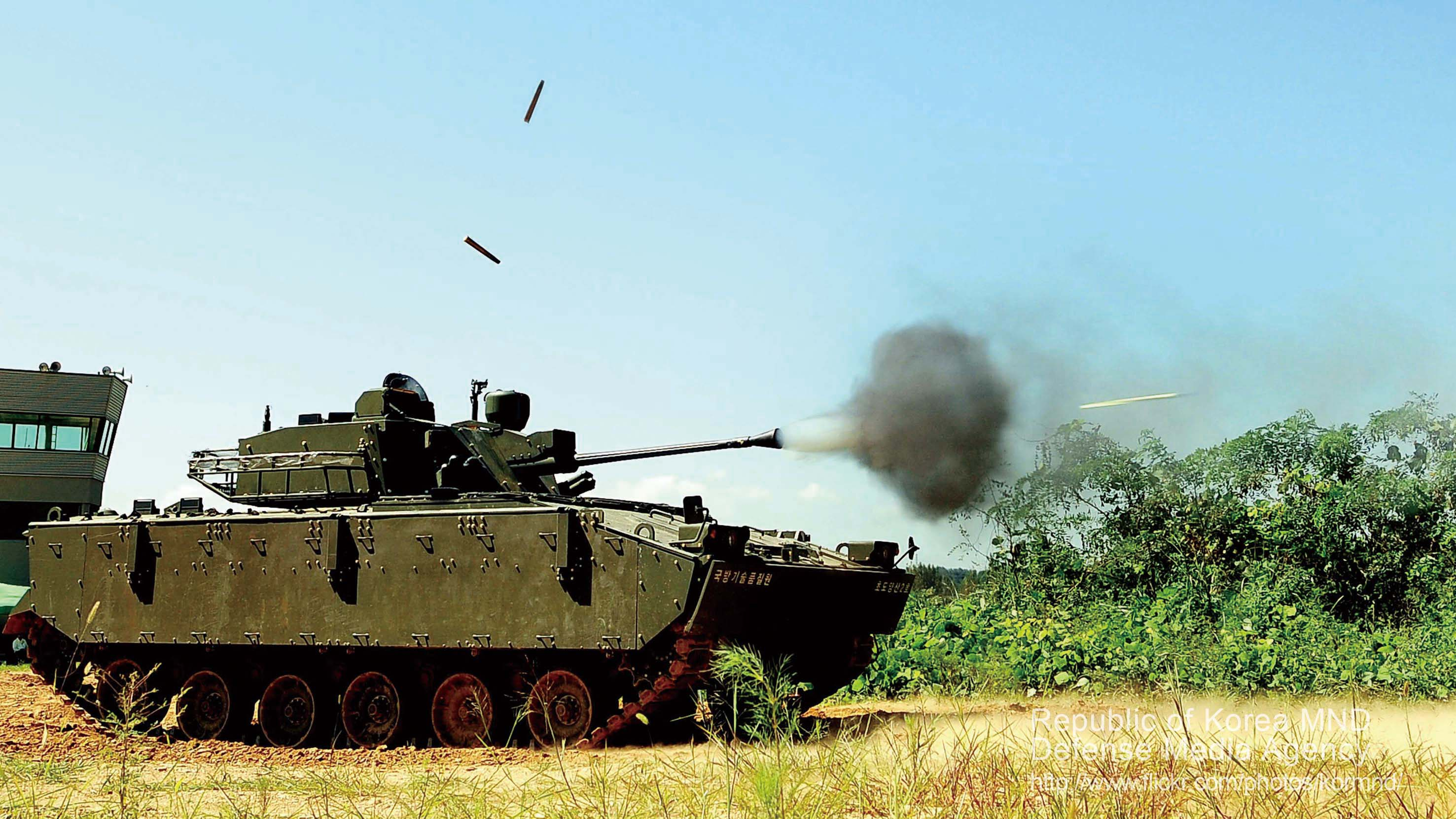
K21 ведёт стрельбу очередью из 40-мм пушки, 2009 г.

K21 (K300) — южнокорейская современная боевая машина пехоты. Планируется для замены стоящей на вооружении БМП K200. Предназначена для эффективной борьбы с бронированными целями типа БМП с уровнем бронирования БМП-3.

## История создания и производства
Серийное производство этих гусеничных машин началось в 2009 году. В создании этой машины приняли участие компания Doosan Infracore и ещё около десятка южнокорейских предприятий. Многие системы К21 обязаны своим происхождением технологиям западных оборонных корпораций и производятся в Южной Корее по лицензиям, в том числе: алюминиевая броня 2519-Т87 с повышенным сопротивлением коррозионному растрескиванию под напряжением, также комбинированная броня керамика/стеклопластик, позаимствованные из наработок США по амфибийной боевой машине EFV; комплекс вооружения на базе 40-мм пушки «Бофорс» и боеприпасы к нему с многофункциональным программируемым взрывателем, прицельные системы и т.п. Развёртывание K21 в войсках с апреля 2011 года. 

## Конструкция

### Бронирование
Базовая конструкция бронекорпуса и башни K21 выполнена из алюминиевой брони с расположенным поверх неё слоем комбинированной брони керамика/стеклопластик. При формулировании ТТЗ на машину основным противником К21 была определена российская БМП-3. Лобовая проекция К21 выполнена по разнесённой схеме и содержит внешний стальной экран, и, согласно требованиям, не поражается 30 мм БПС с отделением марки «Кернер» пушек 2А72 и 2А42, борт и корма не поражаются 14,5-мм бронебойной пулей/КПВТ, горизонтальные проекции машины (крыша корпуса и башни) не поражаются осколками 152-мм ОФ снаряда при воздушном подрыве на дальности 10 м.
Устройство лобового узла бронебашни выполнено с разнесением, причём передняя преграда толщиной около 50 мм, с соответствующим креплением, отстоит от основной брони корпуса башни.
При этом основное вооружение К40 40-мм пушка производства компании S&T Dynamics (лицензионное производство «Бофорс» L70) ведёт огонь бронебойным снарядом типа БОПТС с обозначением K237-APFSDS-T собственной корейской разработки, с уровнем бронепробития не хуже 100 мм/60°/1500 м, чем обеспечивается поражение практически всех современных БМП массой до 35…37 т включительно, а также бортовой проекции основных танков нового поколения.
Комплекс вооружения K21 на базе 40-мм пушки на тактических дистанциях огня способен поражать в лобовой проекции танки предшествующих поколений Тип 59 или Т-54, составляющих основу танковой мощи КНДР. 
В боекомплект пушки входит также патрон с многоцелевым осколочным снарядом K236 (лицензионное производство 40-мм выстрела «Бофорс» 3P), содержащего программируемый головной взрыватель и боевую часть с готовыми осколками сферической формы из вольфрамового сплава общим количеством 1100 штук.

## Оборудование

### Датчики
K21 является второй после БМП «Пума» машиной класса БМП, комплекс вооружения которой построен на принципе «Hunter-Killer», что обеспечивается наличием у командира машины полностью стабилизированного прицела, независимого от прицела наводчика и от основного вооружения. В результате командир может вести наблюдение в секторах, независимо от наводчика, либо продолжать наблюдение в момент производства наводчиком выстрела по цели. С помощью панорамного командирского прицела IFV Commander's Panoramic Sight (ICPS), размещённого на крыше БМП, командир БМП осуществляет поиск, распознавание целей и передачу их наводчику, который использует независимо от командира собственный прицел наводчика IFV Gunner's Primary Sight (IGPS), способный обнаруживать наземные и воздушные цели. Командир БМП при необходимости может брать на себя управление башней и оружием. Кроме того, второй полноценный датчик на крыше башни обеспечивает возможность наведения оружия после отказа датчиков наводчика. Разработчиком прицельных устройств является Samsung Thales.
Девять человек десанта сидят напротив друг друга (лицом к лицу). В боевом отделении находится 15-дюймовый (38 см) многофункциональный картографический дисплей отображения боевой обстановки по данным системы боевого управления (Battle Management System), либо от внешних телекамер.
На машине устанавливается дизель мощностью 750 л.с. Машины K21 планируется оснастить датчиками инфракрасного и лазерного облучения сигнализирующими о работе систем наведения противника и позволяющими принять превентивные меры.
Планируется принять на вооружении сухопутных войск Южной Кореи до 450 единиц.

## Модификации
- XK21 (K300) — прототип БМП
- K21 — базовая модификация БМП, вооружённая 40-мм автоматическая пушкой S&T Dynamics K40 (Bofors 40/70Ba)
- K21 (средний танк) — прототип танка с башней Cockerill и 105-мм пушкой Cockerill 105HP или 120-мм пушкой Cockerill 120HP[5].
- K21 PIP (Product Improvement Programm) - улучшенная модификация БМП K21 PIP оснащена комплексом активной защиты (КАЗ), аналогичному КАЗ ОБТ K2 Чёрная пантера PIP.